# Liste des usines et marques horlogères soviétiques
L'industrie horlogère soviétique a été une industrie compétitive et de premier ordre, pour exemple la seule usine Usine de montres de Petrodvorets (Raketa) produisant environ 5 millions de montres par an dans les années 80.
Si certaines marques connurent une très grande notoriété dans l'ancien Bloc de l'Est, c'est plutôt en terme d'usine qu'il faut raisonner pour comprendre l'industrie horlogère soviétique, fruit d'une économie planifiée, chacune de ces usines produisant de nombreuses marques et certaines d'entre-elles, telle que les populaires Pobeda (montres), étant parfois produites par plusieurs usines conjointement ou successivement.
Certaines marques sont exclusivement destinées à l'export pour des montres entières mais également pour des pièces et mouvements animant des montres occidentales, de la France aux États-Unis en passant par l'Italie où les montres soviétiques devinrent un phénomène de mode au tournant des années 80 et 90.
La plupart des marques ont des dénominations liées à la conquête spatiale, à la patrie, à l'histoire soviétique et à des considérations et commémorations militaires ou politiques.
Lors de la Dislocation de l'URSS les usines survécurent un temps en s'appuya sur leurs stocks, mais la production de même que la qualité de production s'effondrèrent dramatiquement et la plupart des marques et usines finirent par disparaitre.

## Usines et marques

### Première Fabrique Horlogère Moscovite numéro 1 (Poljot)
L'usine fabriqua successivement les trois différents modèles de montres de dotation militaire sturmanskie, et l'un d'eux (calibre K-26, 17 rubis) fut porté par Youri Gagarine lors de son voyage spatial, devenant de fait la première montre à aller dans l'espace.
Cette usine a également été la seule de l'industrie horlogère soviétique à produire des mouvements pour chronographes (Chronomètres de marine, chronographes en goussets et en montres bracelets).
Elle produisit également de célèbres montres ultra-plates telles que les Poljot 2200 (parmi les plus fines au monde) et Vympel et Poljot de Luxe à mouvement 2209.
- Cornavin (marque destinée à l'export)
- Kirovskie
- Космос
- Mayak
- Moskva
- Orbita
- Океан
- Pobeda
- Poljot
- Rodina (montres équipées d'un calibre automatique)
- Sekonda (marque destinée à l'export vers la Grande-Bretagne)
- Signal (montres équipées d'un calibre à remontage manuel et d'un dispositif de réveil)
- Sportivnie
- Sputnik (montres commémoratives célèbrant le Spoutnik 1)
- Stolichnie
- Strela (marque destinée à des chronographes de dotation militaire, calibre 3017, commercialisés plus tard sous les marques Sekonda, Poljot et Titan)
- Sturmanskie
- Vympel (marque destinée à une gamme de montres ultra-plates embarquant le calibre 2209)

### Seconde Fabrique Horlogère Moscovite Slava
- Cornavin (marque destinée à l'export)
- Kama
- Molnia
- Pobeda
- Salyut
- Sekonda (marque destinée à l'export vers la Grande-Bretagne)
- Slava
- Start
- Vympel (marque reprise dans les années 80, sans rapport avec les montres ultra plates des années 60)

### Fabrique Horlogère de Tchistopol (Vostok)
Producteur de montres militaires notamment.
- Albatros
- Amfibia
- Buran
- Chaika
- Cornavin (marque destinée à l'export)
- Generalskie
- Kama
- Kolos
- Komandirskie
- Mir
- Pobeda
- Precision
- Sekonda (marque destinée à l'export vers la Grande-Bretagne)
- Saturn
- Sputnik (montres commémoratives célèbrant le Spoutnik 1)
- Svet
- Uran
- Vostok

### Fabrique Horlogère Minskoise (Luch)
- (Luch)
- Sekonda (marque destinée à l'export vers la Grande-Bretagne)
- Zarja

### Usine de montres de Petrodvorets(Raketa)
Fondée par Pierre le Grand en 1721 à Peterhof dans la banlieue de Saint-Pétersbourg, l'usine est à ce jour la plus ancienne usine de Russie à fonctionner encore.
- Baltika
- Leningrad
- Mayak
- Neva
- Pobeda
- Raketa
- Russia
- Start
- Svet

### Fabrique Horlogère d'Ouglitch(Chaika)
- Chaika
- Volga

### Fabrique Horlogère deTcheliabinsk(Molnija)
- Molnija
- Ural
- Iskra
- Crystal

### Fabrique Horlogère dePenza(Zarja)
- Aurora
- Kometa
- Mechta
- Vesna
- Zarja
- ZIF
- Zvezda

### Sekonda
Marque destinée à l'export vers la Grande-Bretagne.